# Mammoth Weed Wizard Bastard
Mammoth Weed Wizard Bastard je velšská doommetalová hudební skupina, kterou tvoří James Carrington, Jessica Ball, Paul Michael Davies a Wez Leon. Vznikla v roce 2014 v Severním Walesu a svou první desku Nachthexen, která obsahuje pouze jednu třicetiminutovou skladbu, vydala v roce 2015. Tato nahrávka se později stala součástí i dalšího alba kapely Noeth Ac Anoeth, které obsahuje dvě další kratší (desetiminutové) skladby. Další album kapela vydala v roce 2016 pod názvem Y Proffwyd Dwyll. Tato deska skupině přinesla nominaci na cenu Welsh Music Prize. Další album Yn Ol I Annwn vydali v roce 2019. Písně kapely mají texty ve velštině.

## Diskografie
- Nachthexen (2015)
- Noeth Ac Anoeth (2015)
- Y Proffwyd Dwyll (2016)
- Yn Ol I Annwn (2019)
- The Harvest (2022)